# Labrum glenoidale
Das Labrum glenoidale, auch Limbus, Pfannenlippe oder Knorpellippe ist eine 3–4 mm breite, wulstige Umrahmung der Gelenkpfanne (Cavitas glenoidalis, auch kurz Glenoid) des Schulterblatts im Bereich des Schultergelenks.
Die heute noch landläufige Meinung, das Labrum glenoidale bestehe durchgehend aus Faserknorpel, ist bereits seit dem Jahr 1962 widerlegt. Faserknorpeliges Gewebe findet sich nur in einer schmalen Übergangszone am Ansatz zum Knochen, ansonsten besteht das Labrum glenoidale aus überwiegend ringförmig angeordneten kollagenen Fasern. Es ist im hinteren unteren (posteroinferioren) Teil sehr fest, im vorderen oberen (anterosuperioren) Teil aber beweglich mit dem Knochen der Gelenkpfanne verbunden. Andererseits geht das Labrum auch vorn (anterior) direkt in die Gelenkkapsel und die umgebenden Sehnen und Bänder über. Das Labrum glenoidale ist daher morphologisch keine einheitliche Struktur und besteht aus verschiedenen Zonen, zudem weist es anatomische Varianten auf.
Außerdem befindet sich am oberen (superioren/kranialen) beweglichen Teil der Ansatz der langen Bizepssehne (LBS). Der Übergang der langen Bizepssehne in das obere Labrum glenoidale wird Bizeps(sehnen)anker, Labrum-Bizeps(sehnen)-Komplex, Labrum-LBS-Komplex oder auch SLAP-Komplex genannt (SLAP ist die Abkürzung für superiores Labrum Anterior und Posterior).

## Funktion
Das Labrum glenoidale vergrößert die knöcherne Gelenkfläche des Glenoids um etwa ein Drittel und durch seine keilförmige Struktur bewirkt es eine zusätzliche Vertiefung des Glenoids. Dadurch sorgt es für eine bessere Bedeckung des Oberarmknochenkopfes und es erhöht sich die Übereinstimmung der beteiligten Gelenkpartner am Rand des Gelenkes, sodass sich eine günstigere Spannungsverteilung, eine bessere Zentrierung des Oberarmknochenkopfes und eine Stabilisierung des Schultergelenkes ergibt. Insbesondere ist der SLAP-Komplex für die Stabilität des Gelenks von großer Bedeutung, dabei spielt auch die lange Bizepssehne eine wichtige Rolle.

## Schädigungen
Je nach Lage werden folgende Schädigungen des Labrum glenoidale unterschieden:
im oberen Bereich:
- SLAP-Läsion

im vorderen Bereich:
- Andrews-Läsion
- Bankart-Läsion
- ALPSA-Läsion
- GLAD-Läsion

im hinteren Bereich:
- Bennett-Läsion
- „reversed“ Bankart-Läsion
- Walch-Läsion